# Pegasus (consola)
Pegasus es una consola de videojuegos vendida en Polonia, Serbia, Bosnia y República Checa. Es un clon de hardware del Nintendo Famicom la versión japonesa de la NES. Se ha vendido en Polonia por Bobmark Internacional.
Hay también varias consolas de esta marca a  nivel mundial del tipo clones de NES.

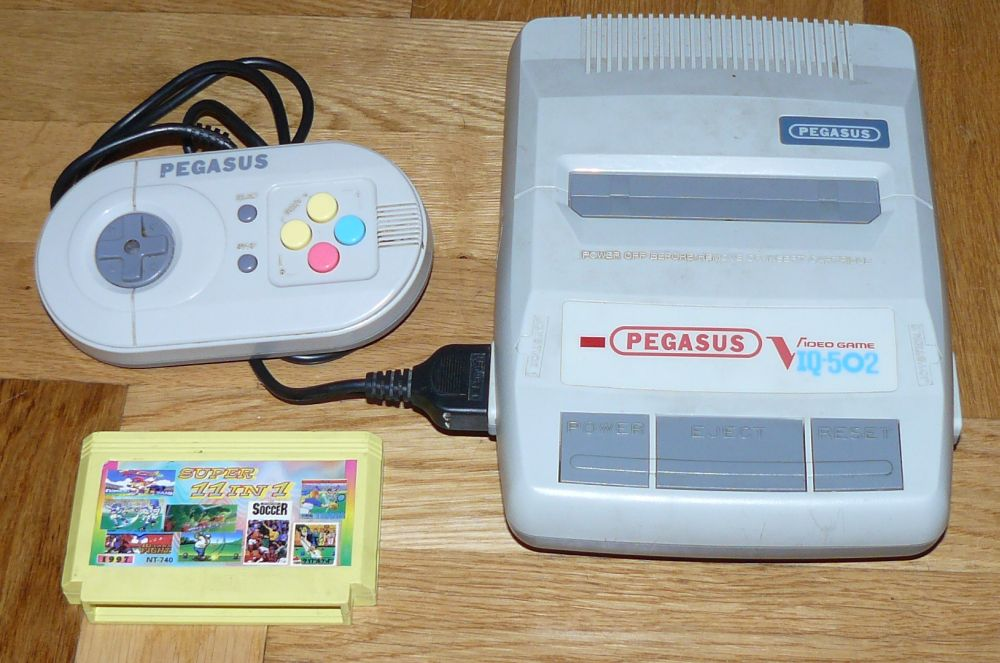
Un 'Pegasus' videoconsola, con gamepad y cartucho.

## Hardware
| Procesador             | UMC UA6527P o clon similar de 8 bits MOS 6502 1,66 MHz | UMC UA6527P o clon similar de 8 bits MOS 6502 1,66 MHz |
| Vídeo                  | Chip                                                   | UMC UA6528P o clon similar                             |
| Vídeo                  | Reloj                                                  | 5.37 MHz                                               |
| Vídeo                  | Resolución                                             | 256×240                                                |
| Vídeo                  | Paleta de colores                                      | 25 en pantalla (64 posibles)                           |
| Vídeo                  | Estándar                                               | pal, frecuencia de refresco de 50 Hz                   |
| Sonido                 | 5-canal mono                                           | 1 channel noise 1 PCM 3 channels for sounds            |
| Medios de comunicación | Cartucho de (Nintendo 60-clavar equivalente)           | Cartucho de (Nintendo 60-clavar equivalente)           |

## Antecedentes
Este famiclon en particular fue muy popular en Polonia, Serbia, y Bosnia, donde obtuvo un estado de culto, y estaba ampliamente disponible en mercados de pulga.
El sistema fue fabricado en Taiwán por Micro Genius y construido para parecerse al Nintendo Famicom. Pegasus, como la mayoría de los clones NES conocidos, era compatible con los cartuchos de Famicom de 60 pines y parcialmente compatible con algunos juegos NES, que se podían jugar usando un convertidor especial. Sin embargo, los juegos originales de Nintendo no estaban  disponibles, debido a la piratería generalizada y la falta de productos con licencia oficial en el mercado. La mayoría de los juegos vendidos con y para el sistema eran copias baratas sin licencia, fabricadas principalmente en Rusia y China. 
El conjunto minorista típico incluía el sistema, dos controladores desmontables (ambos con botones "turbo", lo que significaba 4 botones en total; también existían controladores de 6 botones), una pistola de luz (muy similar en diseño a NES Zapper), fuente de alimentación, cable RF, así como conectores RCA de audio y video. El sistema en sí no incluía ningún juego incorporado, pero se incluía con un cartucho etiquetado "Contra 168-en-1", que contenía algunos de los títulos de NES más conocidos, como Contra, Super Mario Bros. y Tetris, repetido varias veces con ligeras variaciones. La mayoría de los juegos tenían una función de "trainer", que permitía al jugador ajustar el número de vidas, e incluso el nivel inicial del juego. 
El Pegasus de 8 bits se lanzó originalmente en dos versiones: MT777DX y el IQ-502 con carcasa redondeada, puertos de controlador en los lados del sistema y un botón de expulsión en lugar de una palanca, ambos fabricados por Micro Genius. También hubo una versión posterior de 16 bits conocida como "Power Pegasus de 16 bits", un clon de Sega Mega Drive. También había una versión rara de la consola llamada Pegasus Game Boy, lanzada en 1993, que era un clon de Game Boy.
En algunos países, se han creado clones de esta marca en los que se pueden reproducir cartuchos NES. Un ejemplo es Indonesia, donde Spica Club vendió dichos modelos.